# Église Saint-Jacques-de-la-Boucherie
Pour l’article homonyme, voir Église Saint-Jacques.
L’église Saint-Jacques-de-la-Boucherie est une ancienne église de Paris. Fondée au XIIe siècle, agrandie au XIVe et au XVIe siècle, elle est partiellement détruite à la fin du XVIIIe siècle.
De nos jours, il ne subsiste de cette église que sa tour-clocher appelée désormais tour Saint-Jacques, sans autre mention.

## Situation
L'église occupait approximativement l'angle nord-est de l'actuel square de la Tour-Saint-Jacques, dans le 4e arrondissement de Paris.

## Historique

### Du Moyen Âge à l'époque classique

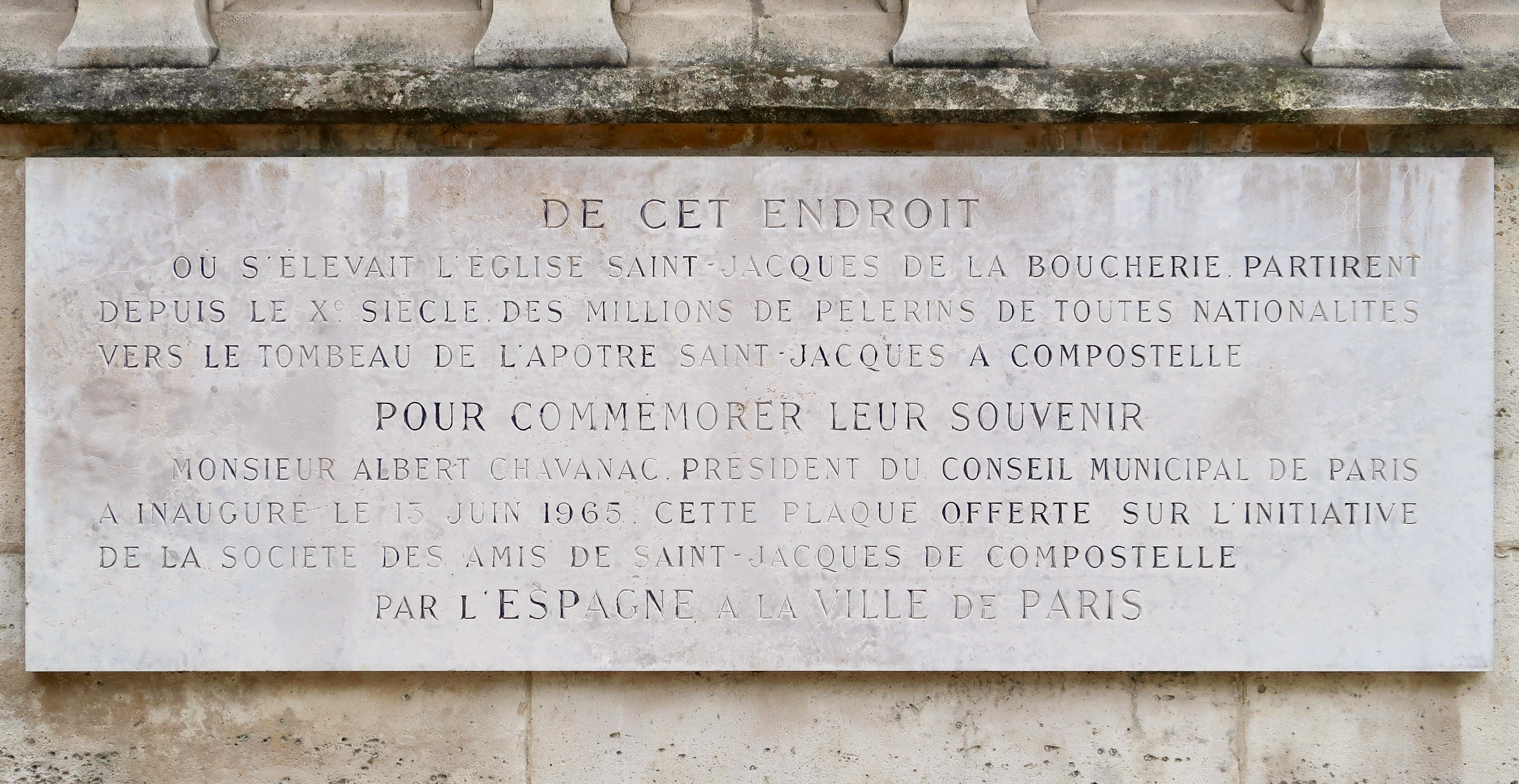
Plaque dans le square contemporain remplaçant l'église, rappelant que partaient d'ici de nombreux pèlerins sur les routes du pèlerinage de Saint-Jacques-de-Compostelle.

L'église était située sur le monceau Saint-Jacques, ou butte des Arcis, légèrement surélevée au-dessus d'une ancienne zone marécageuse entre le monceau Saint-Gervais et le monceau Saint-Germain l'Auxerrois où se sont développés au Moyen Âge les premiers noyaux d'urbanisation de la rive droite. Ces trois monceaux sont protégés par la première enceinte médiévale qui les englobe. Ce monceau s'étendait jusqu'à l'emplacement de l'église Saint-Merri.
L'église est citée par la Chronique du Pseudo-Turpin comme ayant été fondée par Charlemagne, ce que les historiens n’ont jamais pu confirmer. La première mention de cette église et de sa paroisse date de décembre 1119 dans une bulle pontificale de Calixte II.
Toutefois, lors du percement de la rue de Rivoli au milieu du XIXe siècle, trois niveaux de construction ont été exhumés à l’emplacement de l’église. Ces vestiges permettaient d'émettre l’hypothèse qu'une église a été édifiée à la fin du XIe siècle ou au début du XIIe siècle sur l'emplacement d'une chapelle datant du Xe siècle, dédiée à Sainte Anne. Située au départ de la via Turonensis, elle possédait plusieurs reliques de saint Jacques le Majeur et était un lieu de pèlerinage. Érigée au cœur du quartier de la Grande Boucherie, on lui donna son nom en 1259 pour la différencier de l’église Saint-Jacques-du-Haut-Pas sur la rive gauche.
L'église avait droit d'asile, mais la justice ne le respecta pas toujours comme le montrent ces deux faits historiques :
1. Le 14 janvier 1358, Jean Baillet, trésorier général des finances, passant dans la rue Saint-Merri, est assassiné par un changeur nommé Perrin Macé. Le meurtrier se sauve dans l'église Saint-Jacques-de-la-Boucherie.
 Le Dauphin, qui deviendra Charles V, irrité de cet attentat, envoie Robert de Clermont, maréchal de France, Jean de Châlons et Guillaume Staise, prévôt de Paris, avec l'ordre de s'emparer du coupable. Celui-ci est extrait de l'église et, le lendemain, on lui coupe le poing à l'endroit où il a commis son crime puis on le conduit au gibet, où il est étranglé.
2. En 1406, un autre criminel est également extrait de cette église.

En 1406, Charles VI autorise la puissante confrérie des bouchers à fonder dans leur chapelle au sein de l’église une confrérie en l’honneur de la nativité du Christ. Elle est consacrée par l'évêque de Turin le 24 mars 1414.
Elle est agrandie au XIVe et au XVIe siècle. Nicolas Flamel, riche bourgeois parisien du XIVe siècle, fit construire le portail sur la rue des Écrivains (aujourd'hui disparue, elle se trouvait à l'emplacement de l'actuelle rue de Rivoli). En 1509, débute la construction d’un nouveau clocher, l'actuelle tour Saint-Jacques, dans le style gothique dit flamboyant, à l'angle sud-ouest de la façade occidentale. La construction s’achève en 1522. Elle reste, jusqu’en 1762, un lieu très fréquent de sépulture, avant que les corps des défunts ne soient enterrés dans le cimetière des Innocents tout proche. Mlle Élisabeth Lachanterie, élève de François Couperin, claveciniste distinguée, est l'organiste de Saint-Jacques-de-la-Boucherie en 1770.
En 1786, la paroisse de l'église des Saints-Innocents, autour du cimetière des Innocents, est rattachée à Saint-Jacques qui devient alors l'église Saint-Jacques Saints-Innocents.
Le 5 août 1789, l'abbé Fauchet y prononce un discours en guise d’oraison funèbre en l'honneur des citoyens morts lors de la prise de la Bastille. Fermée au culte durant la Révolution française, elle accueille les réunions de la section révolutionnaire des Lombards.

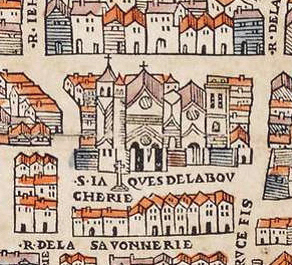
Église Saint-Jacques-de-la-Boucherie sur le plan de Truschet et Hoyau (c. 1550).
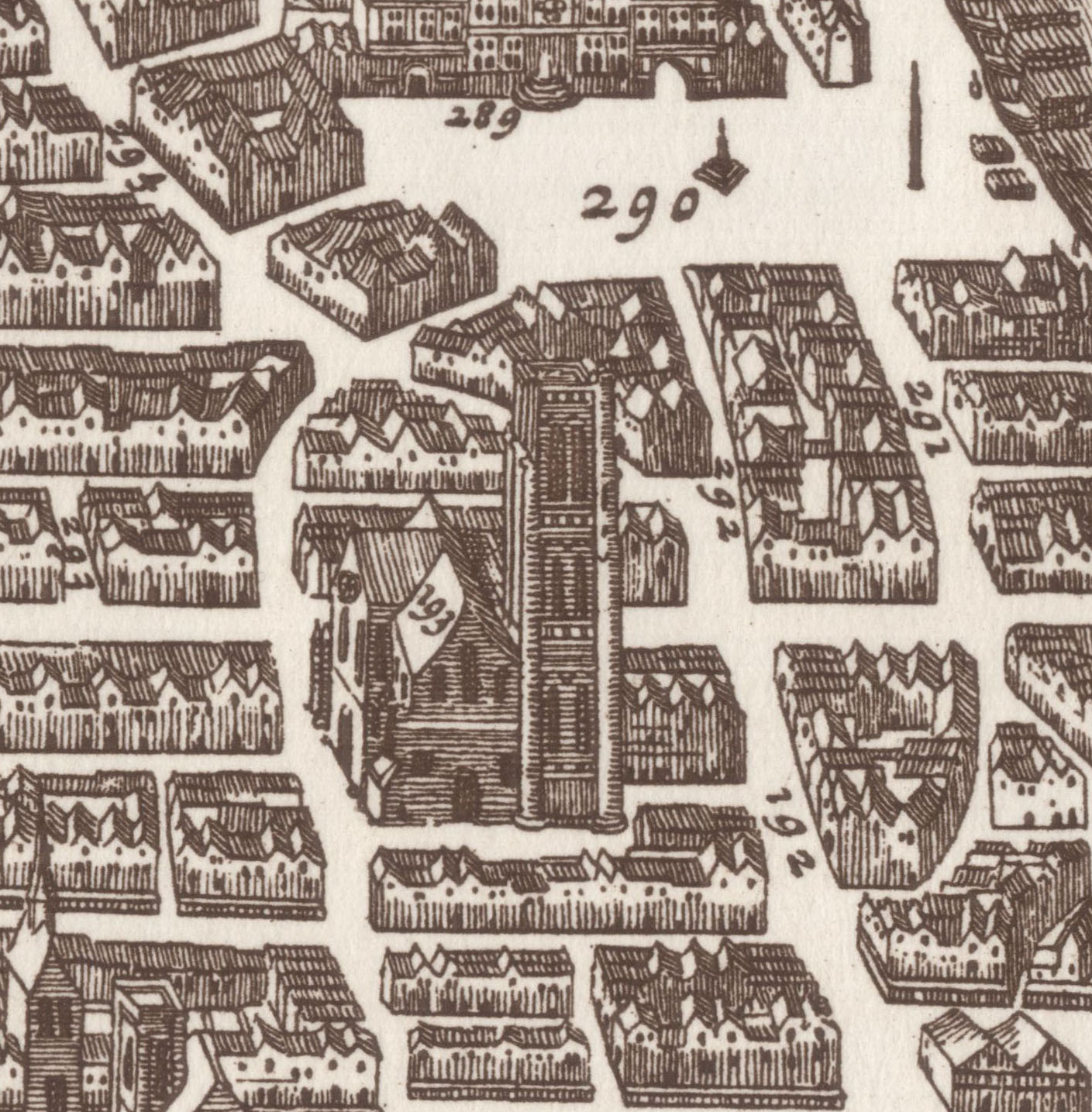
L'église sur le plan de Claes Jansz Visscher (1618).
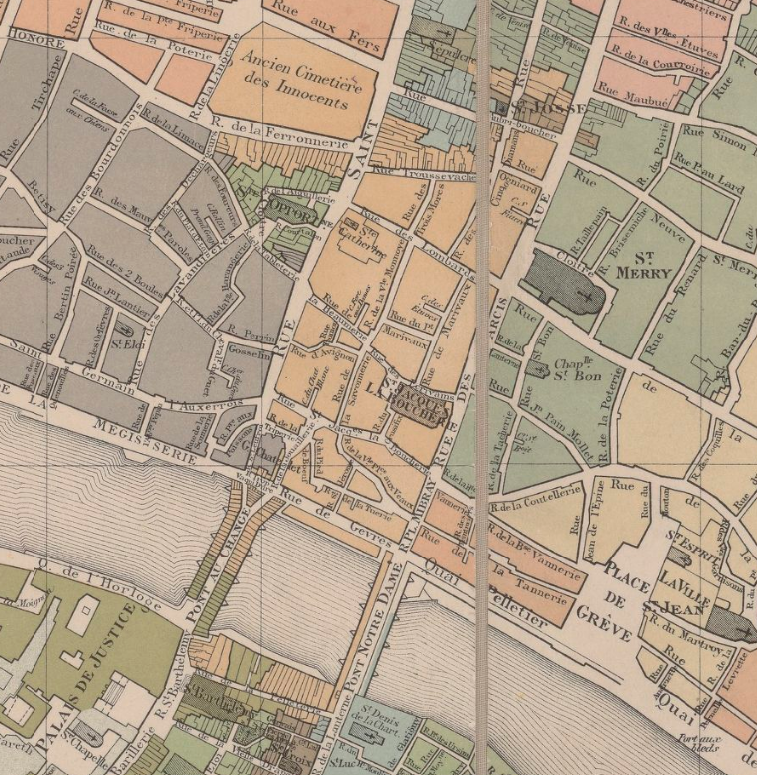
Plan de la paroisse en 1786.

### La destruction
Vendue comme bien national le 11 floréal an V (30 avril 1797), l'église est démolie et il est fait commerce de ses pierres. Seul le clocher, la tour Saint-Jacques, est épargné et un entrepreneur du nom de Dubois y établit une fonderie de plomb de chasse (une tour à plomb). À l'emplacement de l'église, les héritiers de Dubois font construire un marché couvert pour le linge et les habits, inauguré le 13 octobre 1824,.
Le 27 août 1836, la ville de Paris fait l’acquisition du clocher auprès de la famille Dubois. Dans le cadre des travaux de transformation de Paris sous le Second Empire, les bâtiments entourant la tour Saint-Jacques sont rasés pour permettre le percement de plusieurs voies (rue de Rivoli, avenue Victoria et boulevard de Sébastopol) et l'élargissement de la rue Saint-Martin (ancienne rue des Arcis). Pour assurer un profil régulier à la rue de Rivoli, ces travaux s'accompagnent de l'écrêtement du monceau Saint-Jacques.
La tour est conservée au cœur d'un des premiers jardins publics parisiens, le square de la Tour-Saint-Jacques. L'arasement des terrains environnants au cours des années 1850 nécessite la création des marches donnant accès à la plateforme du premier niveau de la tour à partir du square.
En 2007, la ville de Paris, en concertation avec la conservation régionale des monuments historiques, a entrepris une restauration complète de la tour.

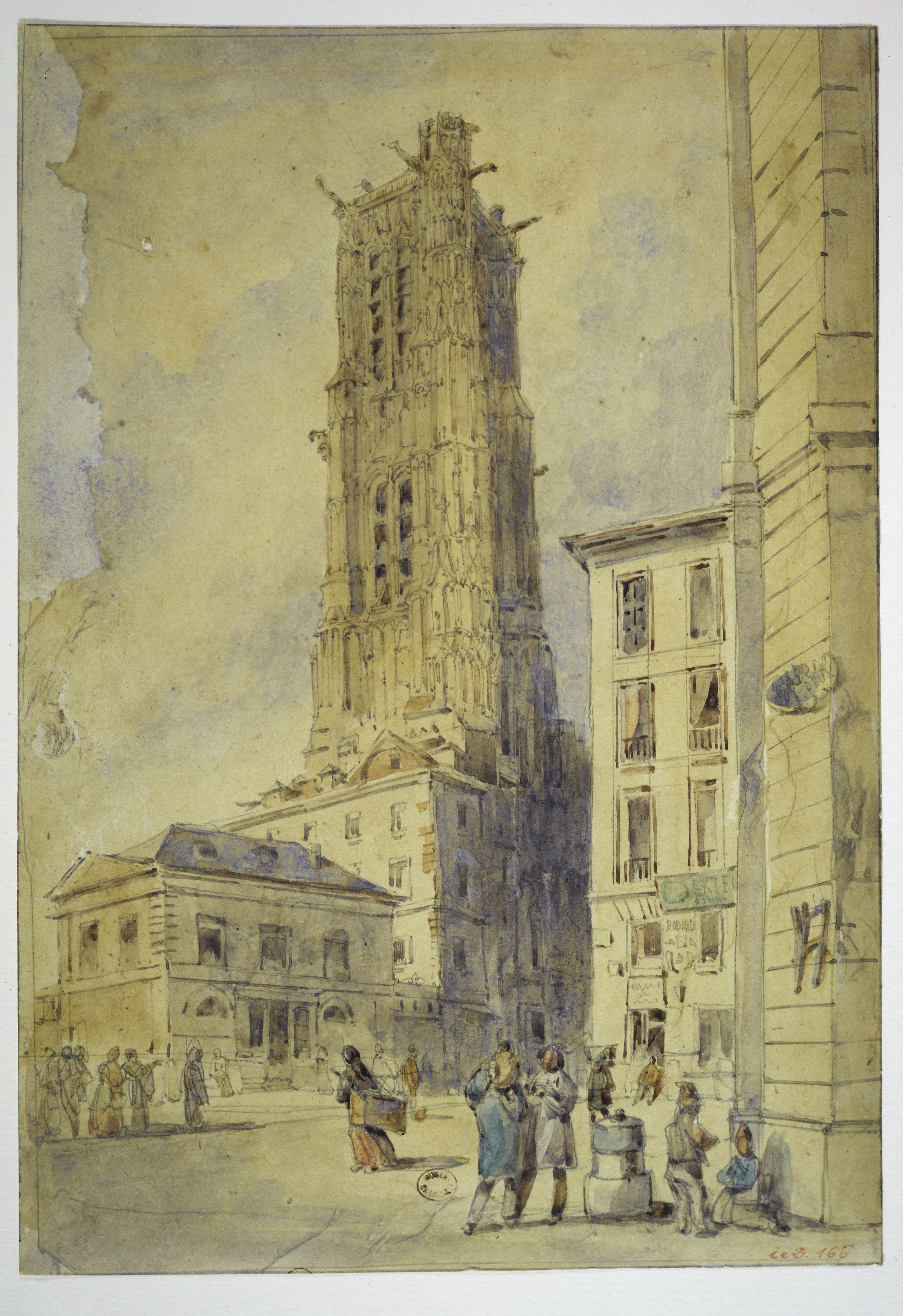
Place Saint-Jacques-la-Boucherie et entrée de la rue du Petit-Crucifix au début du XIXe siècle.
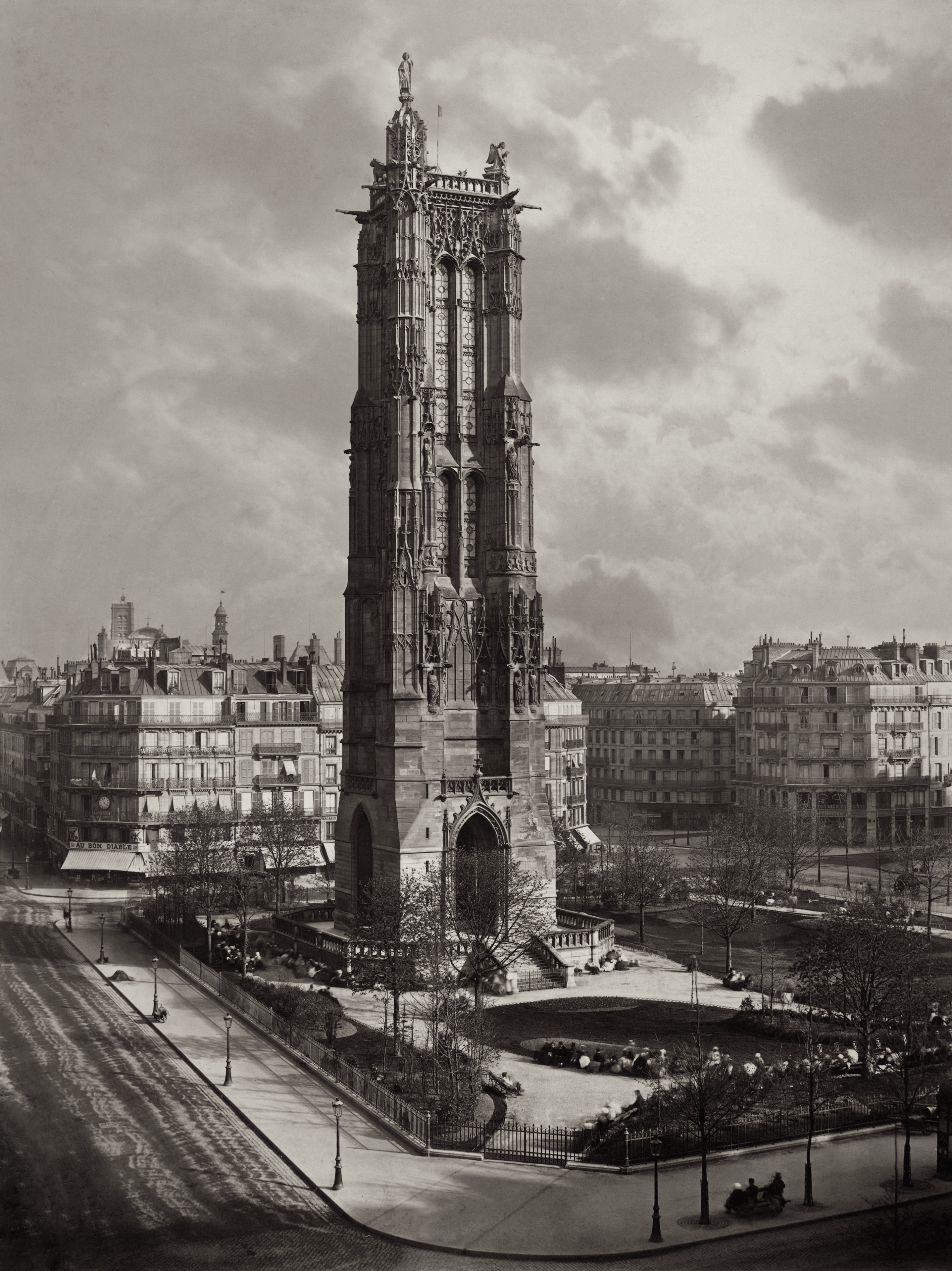
La tour après son dégagement, vers 1867.

## Architecture
La rue était située dans un quartier ancien très dense. Elle était longée par des rues sur trois côtés : la rue des Écrivains au nord, la rue des Arcis à l'Est, la place Saint-Jacques-la-Boucherie et rue du Petit-Crucifix à l'ouest, alors qu'au sud elle était cachée par des bâtiments longeant la rue Saint-Jacques-la-Boucherie.
L'église était orientée, son chevet étant dirigé vers l'Est. Il donnait sur la rue des Arcis, devenue une partie de la rue Saint-Martin. L'entrée principale de l'église donnait sur une petite place à l'ouest de l'église (place Saint-Jacques-la-Boucherie). Un plus petit portail, dont le tympan avait été financé par Nicolas Flamel, donnait sur la rue des Écrivains, au débouché de la rue Marivaux (actuelle rue Nicolas-Flamel). L'église était également accessible par un portail au pied du clocher et donnant sur la rue du Petit-Crucifix. L'église était constituée de plusieurs nefs.

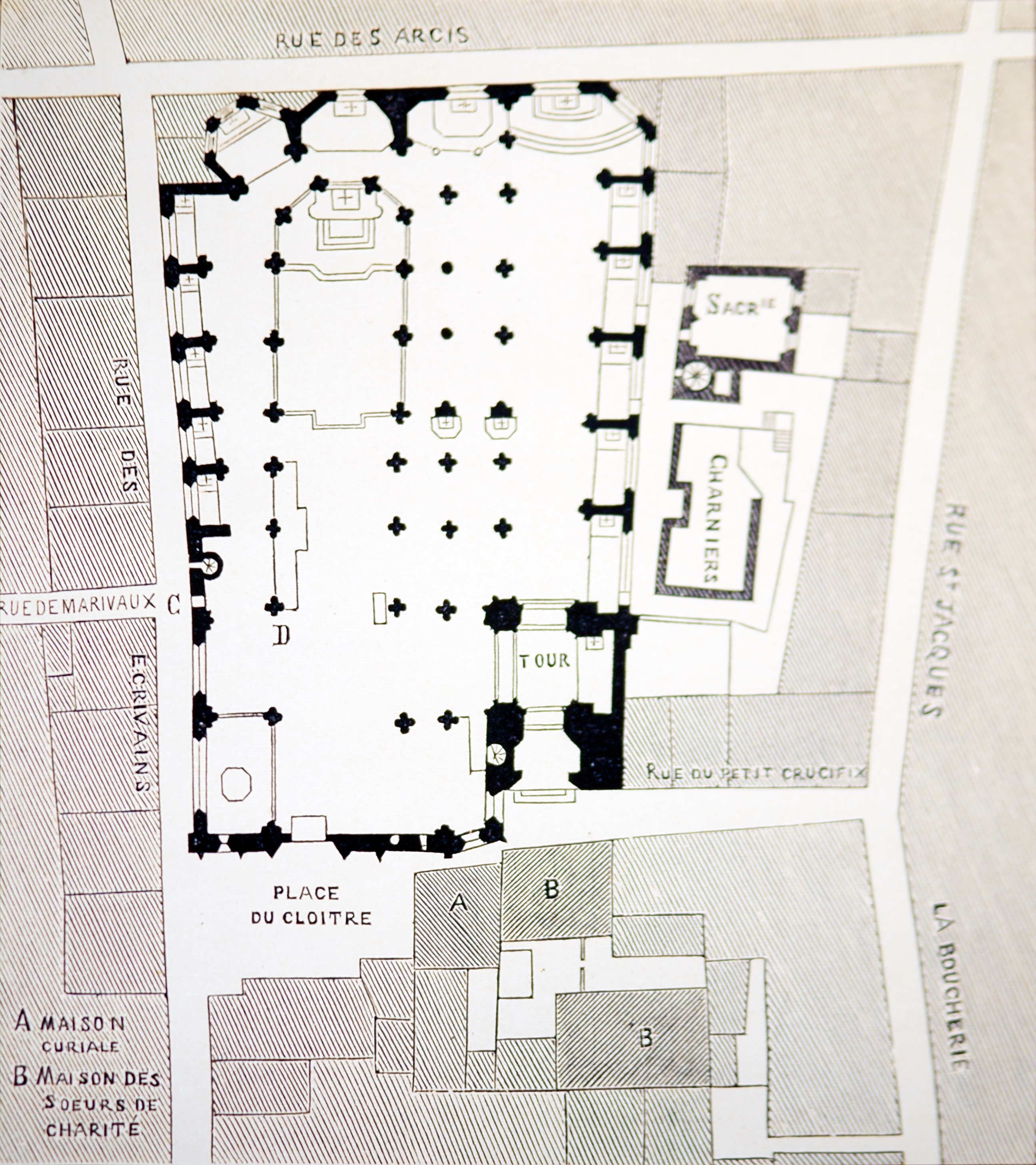
Plan de l'église au XVIIIe siècle.
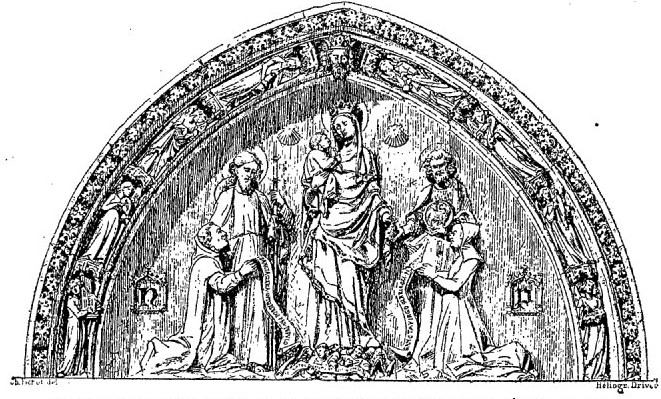
Tympan du portail de l’église financé par Nicolas Flamel (1389).
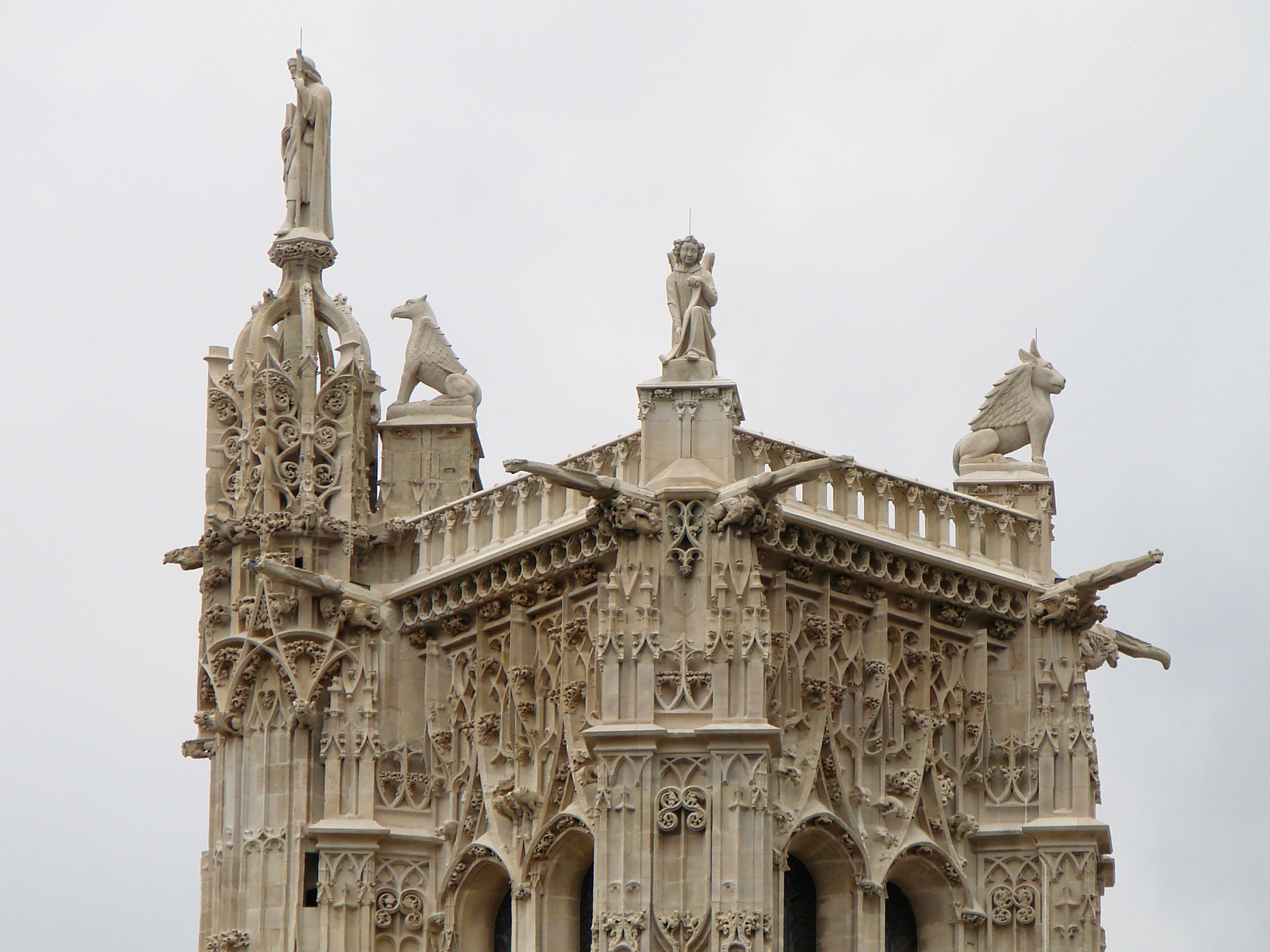
Les trois des quatre symboles des évangélistes) et saint Jacques sur la tour et clocher » taillées par Rault en 1523.
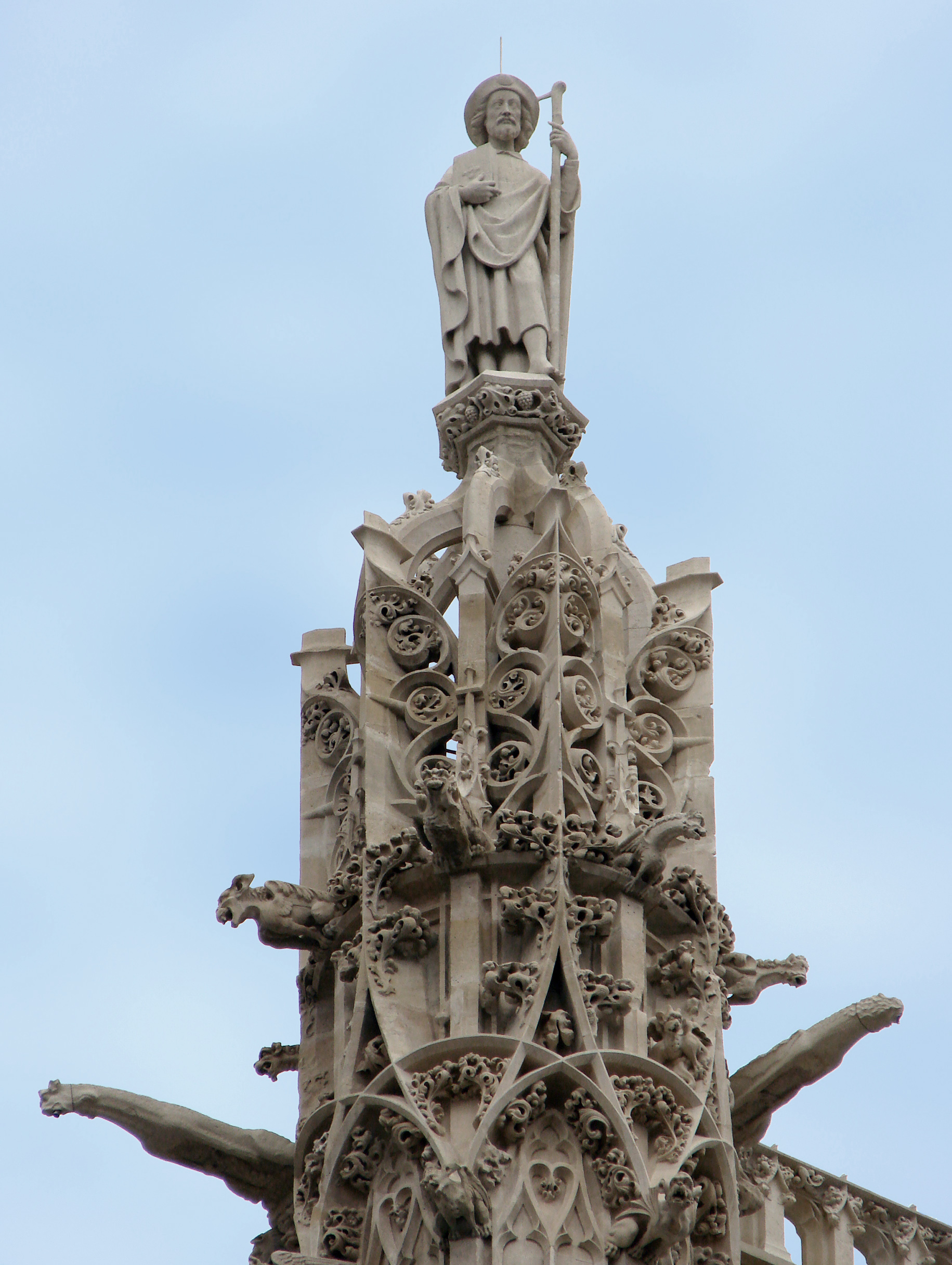
La statue de Saint Jacques surplombant la tour Saint-Jacques.

## Sépultures
Le côté Sud de cette église possédait une galerie de charniers qui avait été construite en 1605. Cette église avait été choisie par les bouchers, les chapeliers, les bonnetiers et les armuriers comme lieu de leur inhumation. Les morts y furent très entassés, dans les caveaux des chapelles, les charniers ou sous le sol du chœur et de la nef où de nombreux cercueils étaient empilés dans les cryptes. En 1688, la place venant à manquer le prix des places augmenta et l'odeur était épouvantable.
Les dernières inhumations eurent lieu en 1762, date à laquelle les corps furent dirigés sur le cimetière des Innocents.
Furent inhumés dans cette église :
- Jean Bureau
- Jean Fernel[3]
- Nicolas Flamel[3]
- Louis de Marillac